# Pélet de madera

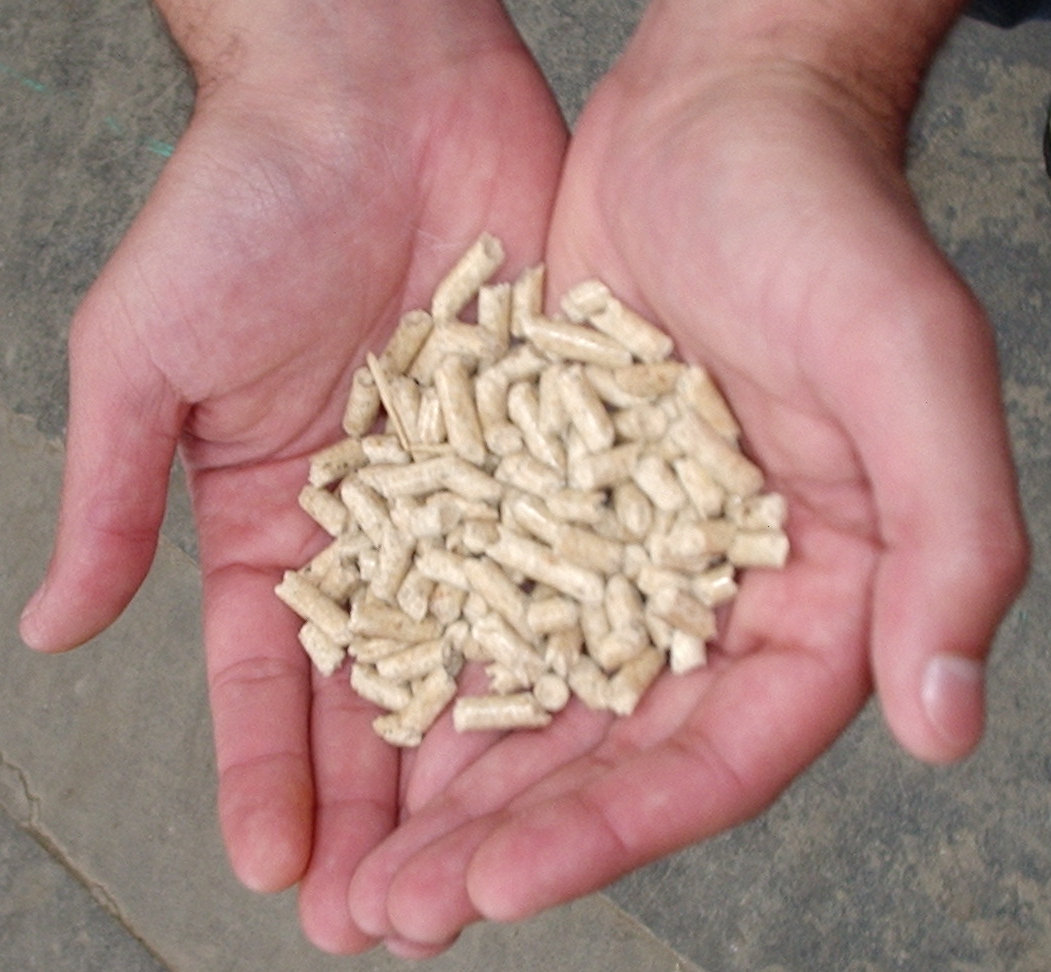
Ejemplo de pellas de madera.

Los pélets o pellas de madera (en inglés, pellets) son un combustible de biomasa granulado alargado a base de madera.
Las pellas se fabrican mediante prensado de serrín donde la propia lignina hace de aglomerante. No se necesita ni pegamento ni ninguna otra sustancia más que la misma madera. Este proceso les da una apariencia brillante como si estuviesen barnizados y los hace más densos que la madera original.
La ventaja de esta forma de combustible se debe principalmente a que al tener las características de un árido de grano fino, casi se puede tratar como un pseudolíquido y puede entrar en el mercado de los combustibles con mayor facilidad debido a la capacidad de automatización que no tienen otros biocombustibles densificados como las briquetas.

## Procedencia
La procedencia de su materia prima es principalmente de industrias de 1.ª y 2.ª transformación de la madera que generan serrines y partes desaprovechadas de los troncos. Otro origen es a partir de la madera destinada a trituración de claras y clareos de los montes, ya que la mayoría de los árboles de ciertas regiones, como por ejemplo las propias del clima mediterráneo, son destinados a este uso por su pequeño tamaño o malformaciones que los hacen inviables para aserraderos.  
A 2022, cientos de árboles de bosques en Bulgaria, Eslovaquia, Polonia y Rumanía son cortados para fabricar pélets de madera y vendidos como combustible de fuentes renovables a países como Alemania, Bélgica, Francia, Grecia, Italia y Eslovenia. En Rumanía algunos de estos bosques se encuentran en áreas naturales protegidas.

## Usos
- Combustible
- Como suelo para mascotas como los hámsteres.
- Ayuda en el proceso de abono

## Ventajas e inconvenientes

### Ventajas
Las pellas tienen varias ventajas respecto a la madera:
- Se trata de un recurso renovable y de fácil acceso debido al uso de desechos de otras industrias.
- Al ser material reaprovechado, es un combustible más barato.
- Es más fácil hacer las estufas programables para que se enciendan o apaguen automáticamente.[6]
- Al rellenar mejor el espacio y tener mayor densidad aparente, ocupan menos que los troncos o ramas y caben en cualquier recipiente de cualquier forma.
- Generan una cantidad apreciable de cenizas de origen vegetal y no tóxicas que se pueden aprovechar como abono o suplemento mineral de animales. Estas cenizas son ricas en calcio y potasio.

Como ventajas añadidas suelen ser más baratos que los combustibles tradicionales como el gasóleo y produce menos contaminantes (SOx y dioxinas).

### Desventajas
- También ocupa más lugar que el gasoil, por lo que hace falta más sitio para almacenarlo o reponer las existencias más veces.

Existen distribuidores de pellas a nivel nacional (España) que pueden asegurar el suministro de pellas por contrato. El espacio sí es un problema que hay que sopesar.
- Como en toda combustión, se crean residuos, lo cual implica una cierta cantidad apreciable de ceniza que, según el tipo de pellas que se quemen, varía en volumen. La combustión de las pellas también genera hollín, que se emite a la atmósfera en forma de micropartículas, ensuciando los humeros (hace falta deshollinarlos) y aumentando la suciedad ambiental.
- La producción de residuos de madera en la industria es limitada, por lo que un consumo extendido puede dar como resultado que se empiece a usar madera de trituración destinada al mercado del tablero y haga que el precio de la pella se eleve.
- Si las pellas pasan por varios sinfines de alimentación se deshacen un poco, lo que crea serrín que obtura o dificulta a veces la alimentación de la caldera.
- La combustión de las pellas requiere un mayor consumo de aire, por lo que se hace necesaria una mayor ventilación de la sala de calderas de biomasa que una sala de calderas de gas, gasoil u otro tipo de combustible, lo que no es un inconveniente importante en salas de calderas, pero muy importante en estufas individuales que funcionan en el local a calefactar, pues requieren mayor entrada de aire frío, que también enfría el local.[8]
- Existen varios tipos de pellas, según su procedencia (de olivo, álamo, podas de árboles de ciudad, etc.) y de la zona geográfica, lo que hace que el poder calorífico varíe y por lo tanto puedan venderse pellas de menor poder al mismo precio que las de mayor poder. Esto produce indefensión para el consumidor, que al cabo quiere comprar calor, no masas de combustible. Aunque para solucionar esto existen diferentes clasificaciones de pellas según su calidad (EN plus) las cuales aseguran el valor del poder calorífico del producto, entre otras características.[9]

Respecto a otras formas tradicionales de biomasa como la leña o las astillas tiene también ventajas e inconvenientes:
- En ocasiones se tiene acceso a leña a un precio muy bajo o gratuito.
- Las astillas tienen una densidad energética menor. No están prensados ni tienen un granulado uniforme. Pueden reunir casi todas las ventajas de las pellas (automatización, aprovechamiento energético…) y las astillas son mucho más fáciles de producir a partir de restos de poda u otros residuos madereros. Solo es necesaria una trituradora adecuada y se evita el proceso de prensado.
- Esta necesidad de procesado añadido de las pellas las hace más costosas de fabricar económica y energéticamente. Por el contrario, la granulometría uniforme de las pellas hace que sea más sencilla la alimentación automática de la caldera.

## Nota
1. ↑  De acuerdo con la RAE,[3] una pella es "Una masa que se une y aprieta, regularmente en forma redonda". Viene del latín pilŭla, diminutivo de pila, pelota, de donde también procede la palabra inglesa pellet.[4]

.